# Teltowkanal
Der Teltowkanal (TeK) ist ein 38,39 Kilometer langer Kanal in Berlin und dem in Brandenburg gelegenen südlichen Berliner Umland, der zu Beginn des 20. Jahrhunderts angelegt wurde. Er verbindet die Spree-Oder-Wasserstraße (Dahme, Nebenfluss der Spree) mit der Unteren Havel-Wasserstraße (Potsdamer Havel). Als Bundeswasserstraße der Wasserstraßenklasse IV mit Einschränkungen verläuft der Kanal durch die Bundesländer Berlin und Brandenburg und bildet teilweise ihre Landesgrenze. Rechtlich gehören zum TeK noch die Bundeswasserstraßen Griebnitzkanal (ehem. Prinz-Friedrich-Leopold-Kanal), Zehlendorfer Stichkanal und Britzer Verbindungskanal (zur Spree) (ehem. Britzer Zweigkanal). Zuständig für die Verwaltung ist das Wasserstraßen- und Schifffahrtsamt Spree-Havel.

## Lage

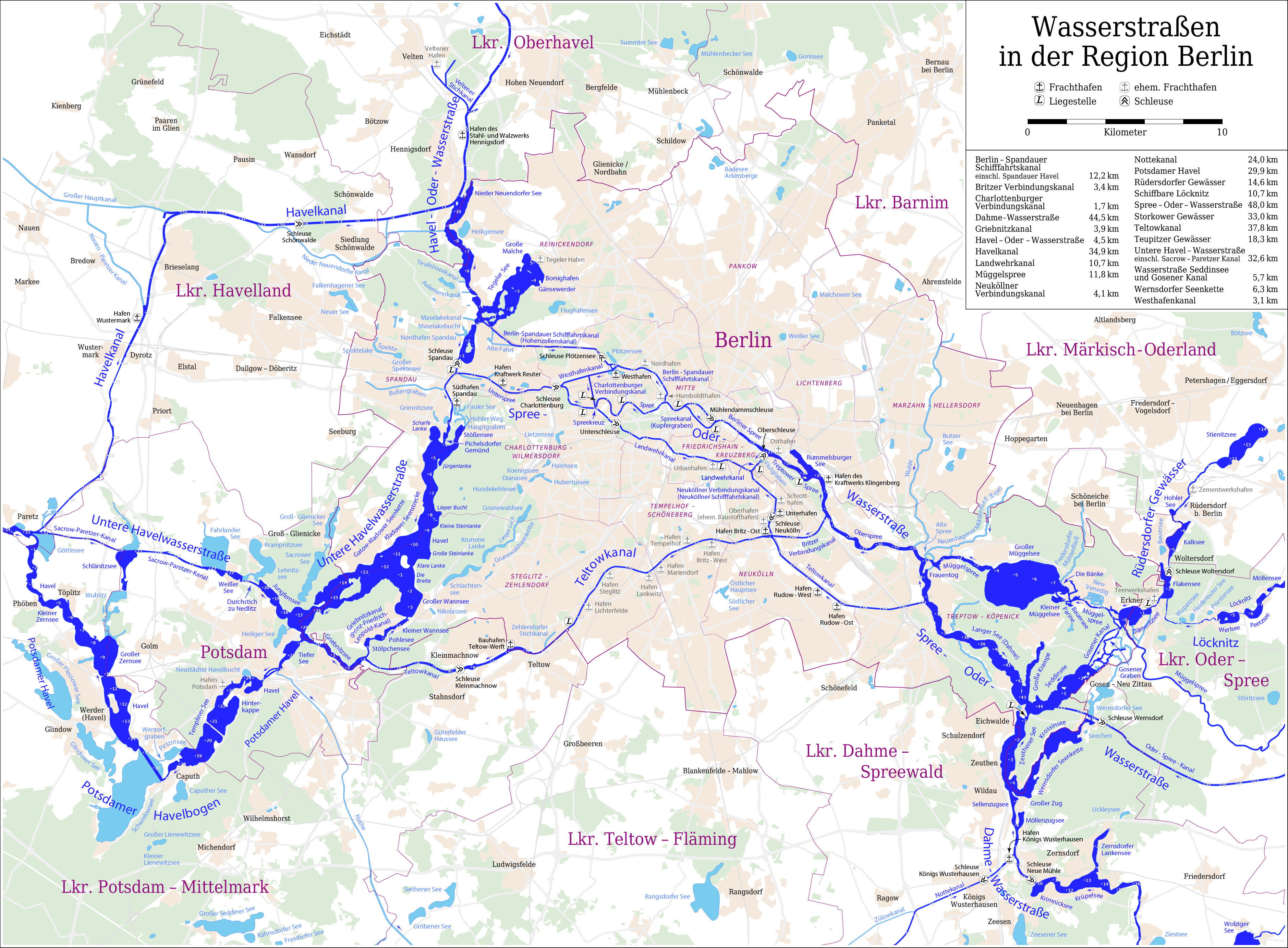
Wasserstraßen in der Region Berlin mit dem Teltowkanal

Der Teltowkanal ist für die Schifffahrt eine Südumgehung Berlins. Die in der Binnenschifffahrtsstraßen-Ordnung definierte Fließrichtung geht von Ost nach West. Die Kilometrierung zählt von West nach Ost; sie beginnt am östlichen Ende der Glienicker Lake bei Potsdam-Klein Glienicke mit Kilometer 0,00 und endet bei Kilometer 37,84 zwischen Köpenick und Grünau an der Dahme.
Der Kanal beginnt rechtlich am westlichen Ende der Glienicker Lake, von der Potsdamer Havel abzweigend, bei Kilometer –0,55 und führt durch den Griebnitzsee, der zwischen Berlin-Wannsee und Potsdam-Babelsberg liegt und zum Flusssystem der Havel gehört. Am Ostende des Griebnitzsees zweigt der Griebnitzkanal nach Nordosten zum Großen Wannsee ab. Nach Passieren der Eisenbahn- und S-Bahn-Strecke Berlin – Potsdam bei Kohlhasenbrück und der Autobahn A 115 bei Dreilinden erreicht er den Ort Stahnsdorf und anschließend Kleinmachnow mit dem Machnower See und der geschichtsträchtigen Neuen Hakeburg. Westlich bei Kilometer 8,34 befindet sich die einzige Kanalstufe, die Schleusenanlage Kleinmachnow, mit einer mittleren Fallhöhe von 2,86 Metern.
Von Neubabelsberg bis Kohlhasenbrück sowie zwischen Berlin-Zehlendorf und der Stadt Teltow bildet der Kanal die Landesgrenze zwischen Berlin und Brandenburg. Bei Kilometer 13,49 zweigt der Zehlendorfer Stichkanal nach Norden ab. Von dort verläuft der Teltowkanal über die Berliner Ortsteile Lichterfelde, Steglitz, Lankwitz, Tempelhof sowie die Bezirke Neukölln und Treptow-Köpenick nach Grünau. Am Kanalkilometer 28,30, der Kreuzung beim Hafen Britz-Ost, zweigt der Neuköllner Schifffahrtskanal als Landeswasserstraße nach Norden ab und der Britzer Verbindungskanal nach Osten zur Spree-Oder-Wasserstraße (Treptower Spree).
Die Schiffe, die in die Spree-Oder-Wasserstraße fahren wollten, mussten ab 1990 den Teltowkanal beim Hafen Britz-Ost verlassen und ihre Fahrt auf dem 3,39 Kilometer langen Britzer Verbindungskanal zur Spree-Oder-Wasserstraße fortsetzen. Der weitere Verlauf des Teltowkanals war zwischen Kilometer 34,1 und Kilometer 36,6 gesperrt, da hier erst noch große Mengen stark kontaminierten Schlamms aus DDR-Zeiten beseitigt werden mussten. Seit April 2000 ist dieses Teilstück (anders als oft angegeben) wieder befahrbar, sodass nun auch hier die Verbindung zur Spree-Oder-Wasserstraße hergestellt ist.
Die geringste Brückendurchfahrtshöhe bei mittlerem Wasserstand liegt bei 4,50 Meter. Die maximal zulässige Abladetiefe beträgt 2,00 Meter bei einer Wassertiefe von 2,60 Meter, außer im Abschnitt Kanalkilometer 34,10–37,84. Hier ist nur eine Abladetiefe von 1,75 Meter zugelassen. Die Wasserspiegelbreite beträgt mindestens 37 Meter.

## Geschichte

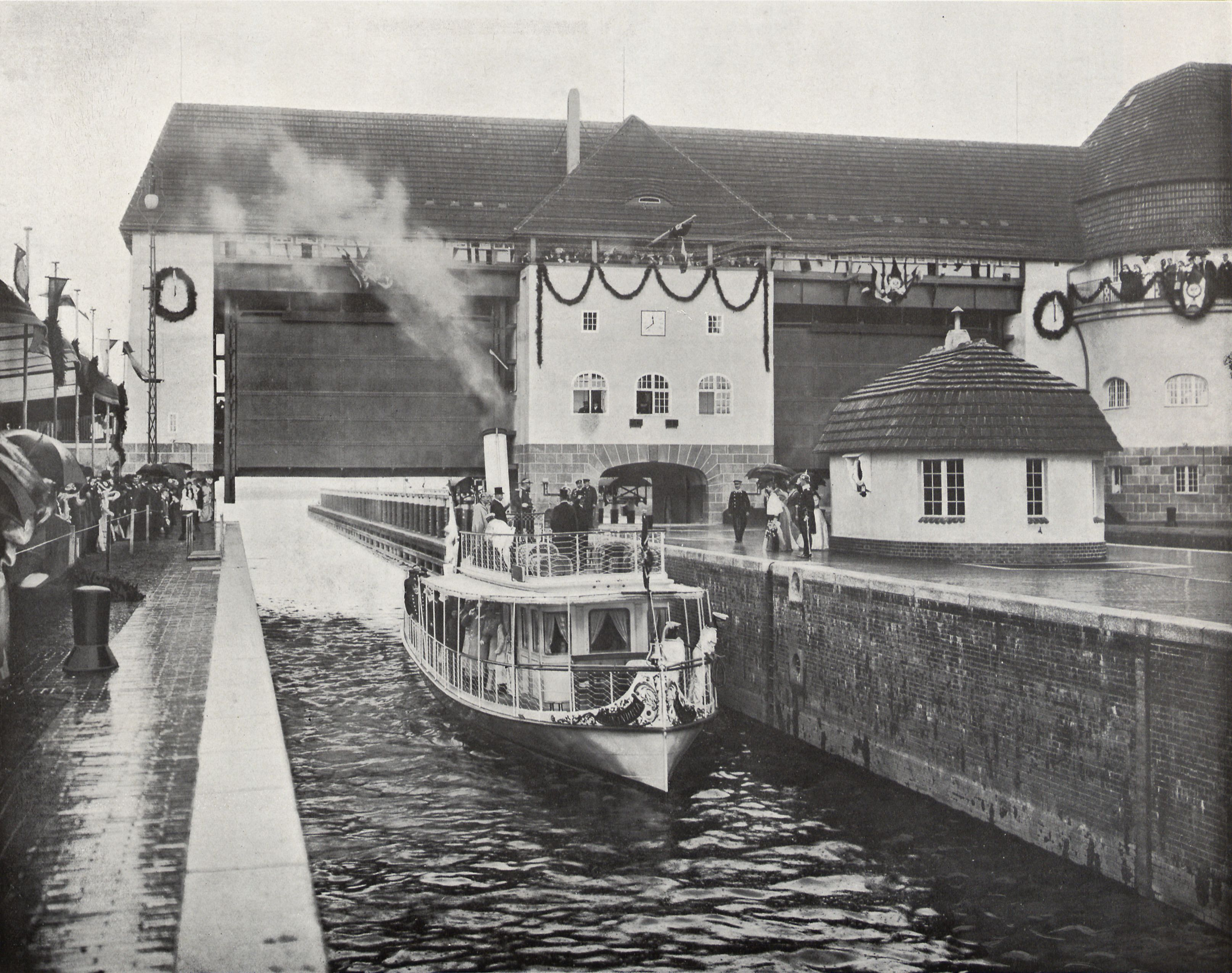
Die Kaiserliche Yacht Alexandria mit den allerhöchsten Herrschaften bei Eröffnung des Teltow-Kanals in der Machnower Schleuse

Der Teltowkanal wurde von 1900 bis 1906 auf Initiative von Ernst von Stubenrauch gebaut, der von 1885 bis 1908 Landrat des Kreises Teltow war.
Zunächst gab es gegen das Projekt erheblichen Widerstand. Für den westlichen Kanalteil wurde zu großen Teilen das Bett des Bäkefließes, der ehemaligen Telte genutzt, das vom Fichtenberg in Berlin-Steglitz zum Griebnitzsee verlief. Bis auf zwei kleine Teilstücke in Steglitz und im Naturschutzgebiet Bäketal Kleinmachnow ist die Bäke vollständig verschwunden. Die Lanke, die Lankwitz den Namen gab und am Birkbusch in die Bäke mündete, wurde ebenfalls ein Bett für den Kanal.
Der erste Spatenstich erfolgte am 22. Dezember 1900 in Babelsberg, einzelne Abschnitte wurden in den Folgejahren schrittweise angelegt und zu Teilen in Betrieb genommen. Die Schleusen wurden bereits elektrisch betrieben, ihre Erprobung erfolgte im August 1905. Als Antrieb der gesamten Anlagen errichtete die Kanalbau-Gesellschaft ein eigenes Kraftwerk, in dem Dampfmaschinen den elektrischen Strom erzeugten.
Kaiser Wilhelm II. übergab der Schifffahrt den neuen Kanal am 2. Juni 1906 und befuhr ihn auch als Erster mit seiner Yacht Alexandria im Bereich der Kleinmachnower Schleuse. Die komplette Fertigstellung des Kanals zog sich, wegen bautechnischer Probleme in Lichterfelde, noch einige Monate hin. Der Kanal war zur Entlastung des regen und wegen der Schleusen zeitaufwendigen Schiffsverkehrs im Zentrum Berlins geplant, brachte eine Wegeverkürzung beim Verkehr zwischen Elbe und Oder von rund 16 Kilometern, sollte neue Industrie- und Wohnungsansiedlungen vor den Toren Berlins ermöglichen und als Vorfluter den Regenwasserabfluss der an ihm gelegenen Vororte Berlins aufnehmen. Zeitweise waren dabei bis zu 2550 Arbeiter beschäftigt, davon die Hälfte Ausländer aus Osteuropa. Der Britzer Verbindungskanal und der Neuköllner Schifffahrtskanal waren bereits mit eingeplant.

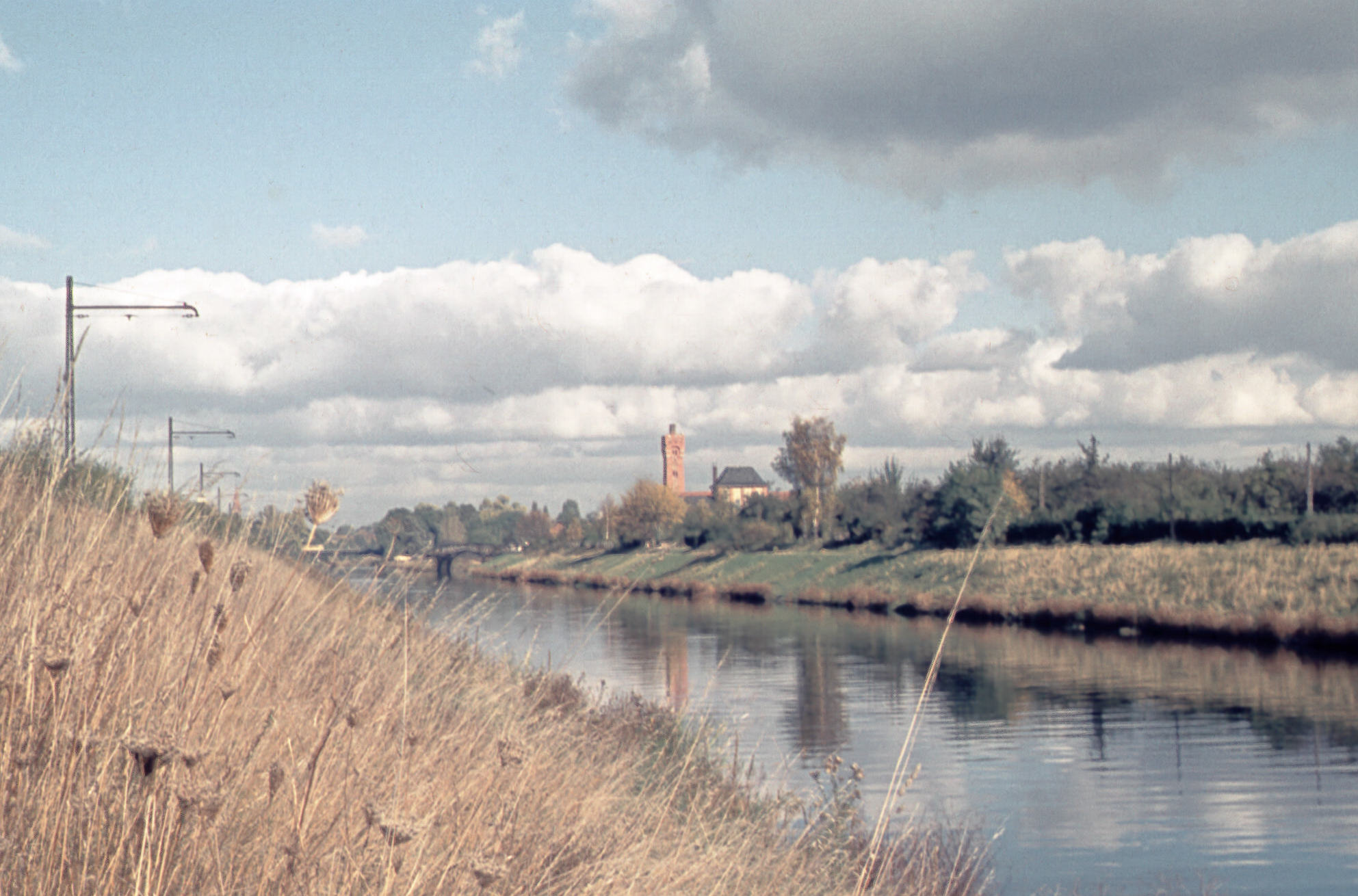
Nähe Hafen Lichterfelde mit Masten der Treidelbahn, um 1955

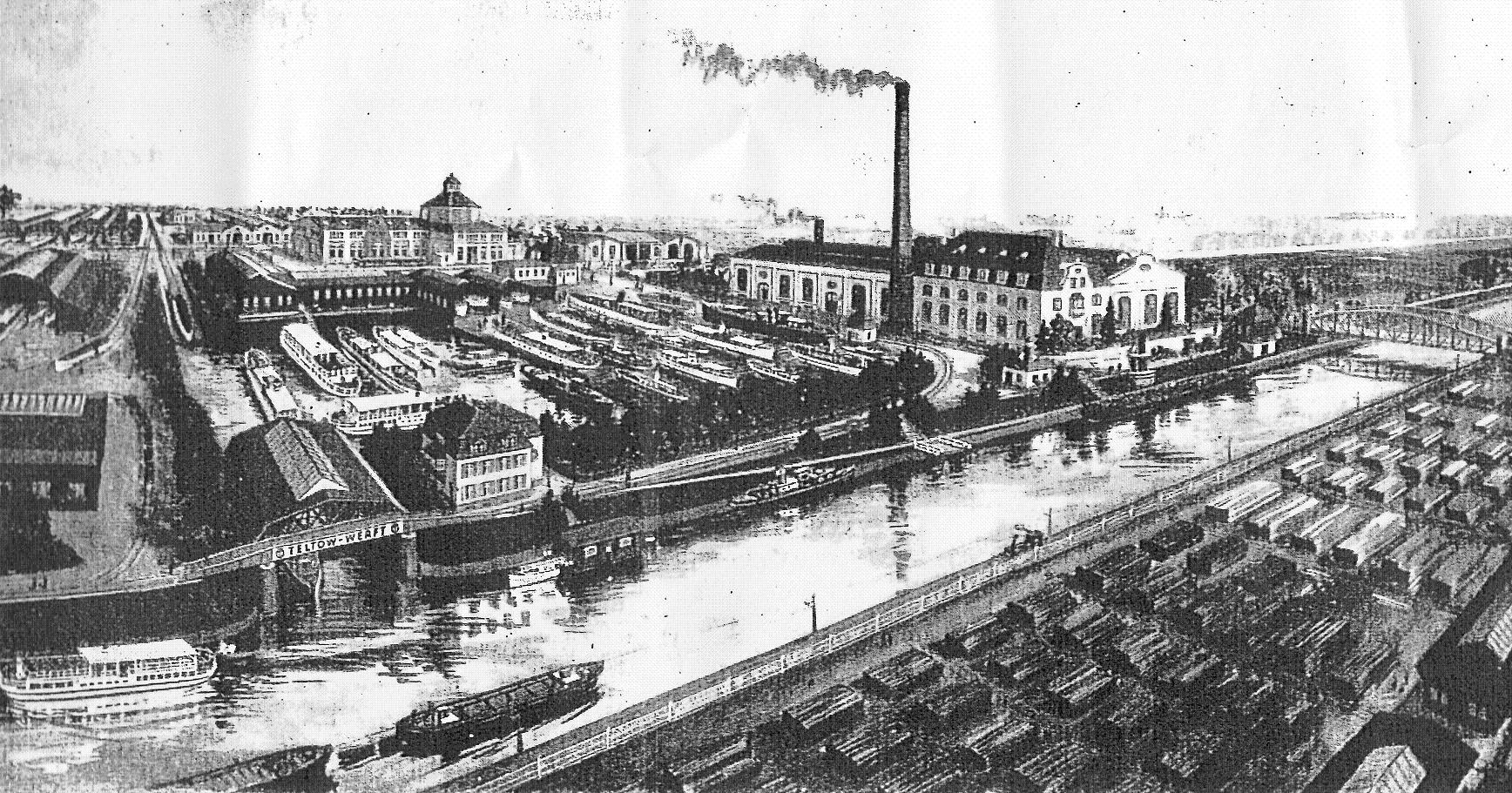
Teltow-Werft und Kraftwerk Schönow (rechts)

Weil sich bald herausstellte, dass der Kanal für den konzipierten Verkehr unterbemessen war, wurde – auch zur Schonung der Ufer – ein Treidelverkehr eingerichtet. So wurden die damals üblichen Schleppkähne im Kanal durch elektrische Treidellokomotiven gezogen. Dazu waren im Bereich der Häfen Brücken für den durchgehenden Treidellokverkehr errichtet worden. Zur Unterhaltung des Kanals, des Treidelbetriebs und zur Wartung der Lokomotiven richtete die Teltowkanal-Bauverwaltung zwischen den Kanalkilometern 11,35 und 11,54 in Schönow einen Bauhafen und Bauhof ein, aus dem 1924 die Teltow-Werft hervorging. Zur Stromversorgung errichtete das Ingenieurbüro Havestadt & Contag – zuständig für alle Kanalbauten – auf dem Bauhof eine Elektrische Centrale, das spätere Kraftwerk Schönow. Auf dem Machnower See am Beginn des Teltowkanals konnten wegen der Gewässerbreite keine Treidelvorrichtungen benutzt werden. Die Kanalverwaltung erprobte hier ein spezielles Schleppschiff, dessen Elektromotoren über eine Oberleitung und eigene Stromabnehmer mit Strom versorgt wurden. Aus Kosten- und Technologiegründen blieb es allerdings nur bei dem einen Versuchsschiff Teltow. Der elektrische Treidelbetrieb wurde nach 1945 nicht wieder aufgenommen. Als technische Denkmale sind an der Emil-Schulz-Brücke im Verlauf der Königsberger Straße eine Lokomotive und der Bugteil eines Schleppkahns ausgestellt.
Nach 1945 war der Teltowkanal lange Zeit nur über den Britzer Verbindungskanal und den Neuköllner Schifffahrtskanal erreichbar. Nach einer Vereinbarung zwischen der DDR und West-Berlin wurde der Kanal am 20. November 1981 von Westen her geöffnet. Dem waren umfangreiche Bauarbeiten vorausgegangen, die zu den oben angegebenen Abmessungen führten.
Zum 100-jährigen Jubiläum des Kanalbaus fand vom 6. bis zum 11. Juni 2006 eine Festwoche an der denkmalgeschützten Schleuse Kleinmachnow und an weiteren Orten längs der Wasserstraße statt.

## Sanierung und ehemalige Ausbauplanungen
Nachdem in den 1980er Jahren auf West-Berliner Gebiet die Strecke selbst als Rechteckprofil bzw. als kombiniertes Rechteck-Trapez-Profil ausgebaut worden war, erfolgte nach 1990 auch die Instandsetzung und Ertüchtigung der Uferbefestigungen im Bereich der kreuzenden Brücken.
Ursprünglich war ein weiterer Ausbau des Teltowkanals als sogenannte Südtrasse Berlin im Rahmen des Verkehrsprojekts Deutsche Einheit (VDE) Nr. 17 geplant, um diesen mit Großmotorgüterschiffen (Großes Rheinschiff, 110 m Länge) und Großschubverbänden (185 m Länge) nutzen zu können. Auch die Schleuse Kleinmachnow hätte hierfür erheblich vergrößert werden müssen. Nach einer Neubewertung des Projekts im Jahr 2010 ist ein Ausbau über die Wasserstraßenklasse IV hinaus jedoch nicht mehr geplant.

## Hydrologie und Wasserqualität
Hydrologisch ist der Teltowkanal ein Arm der Spree. Wasserspiegel und Durchfluss werden an der Schleuse Kleinmachnow reguliert. Der Abfluss gemessen am Oberpegel dieser Schleuse beträgt im Jahresmittel knapp ein Drittel dessen der Unterspree am Sophienwerder, wenige Meter vor ihrem Zusammenfluss mit der Havel.
Der Teltowkanal gilt seit langer Zeit als eines der meistverschmutzten Gewässer Berlins, da mehrere Klärwerke Wasser in den Teltowkanal einleiten. Auf Höhe der Wegedornbrücke leitet das Klärwerk Waßmannsdorf ein, in Kleinmachnow das Klärwerk Stahnsdorf. Außerdem wird von April bis Oktober nahe der Bäkebrücke das Klärwasser des Klärwerks Ruhleben eingeleitet. Das verschmutzte Wasser des Teltowkanals beeinflusst auch die Wasserqualität der Potsdamer Gewässer.
Wegen des zeitweiligen Zuflusses des belasteten Wassers aus dem Griebnitzsee in den Griebnitzkanal wurde in West-Berlin über den Bau einer Schleuse im Bereich der Abzweigung des Griebnitzkanals aus dem Griebnitzsee nachgedacht. Damit sollte der Zustrom des schlechten Wassers durch die Seenkette des Kanals in den Großen Wannsee verhindert werden. Über die Planungsphase kam dieses Vorhaben jedoch nicht mehr hinaus. Bis 1998 wurde vom Klärwerk Marienfelde (km 20,68) gereinigtes Abwasser aus der Kanalisation eingeleitet. Die Keimbelastung war aber immer noch hoch. Zu Beginn des 21. Jahrhunderts ist die Wasserqualität im Teltowkanal deutlich besser geworden.

Bildergalerie
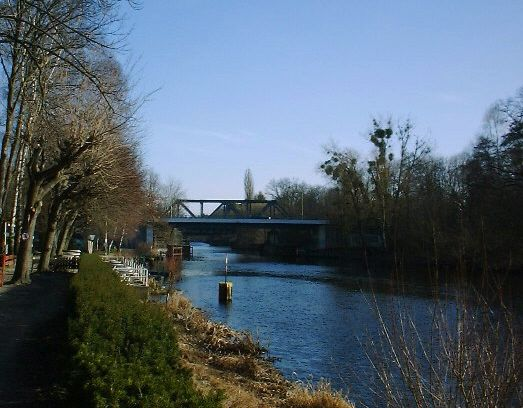
Teltowkanal mit Böckmannbrücke
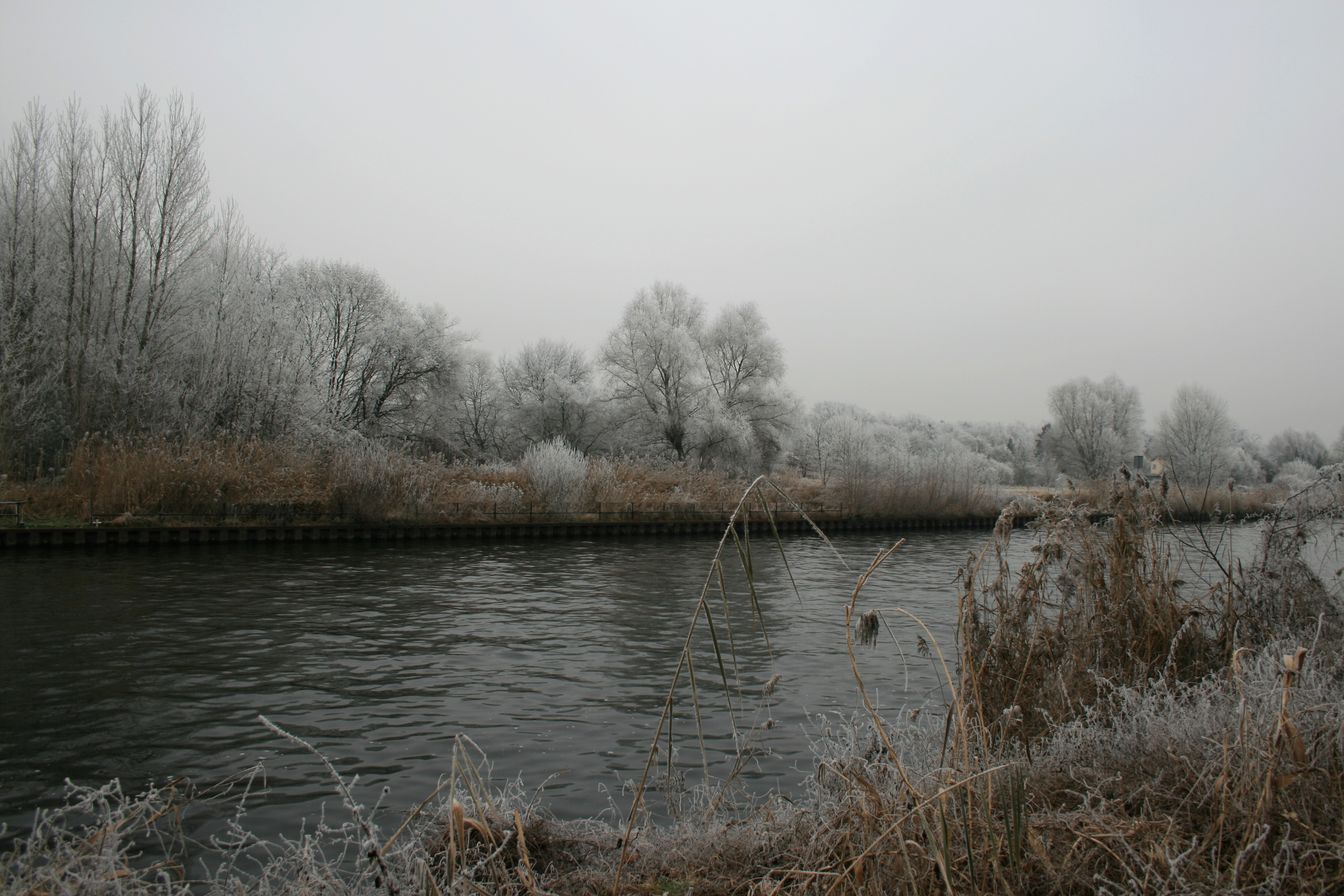
Teltowkanal in Höhe Teltow
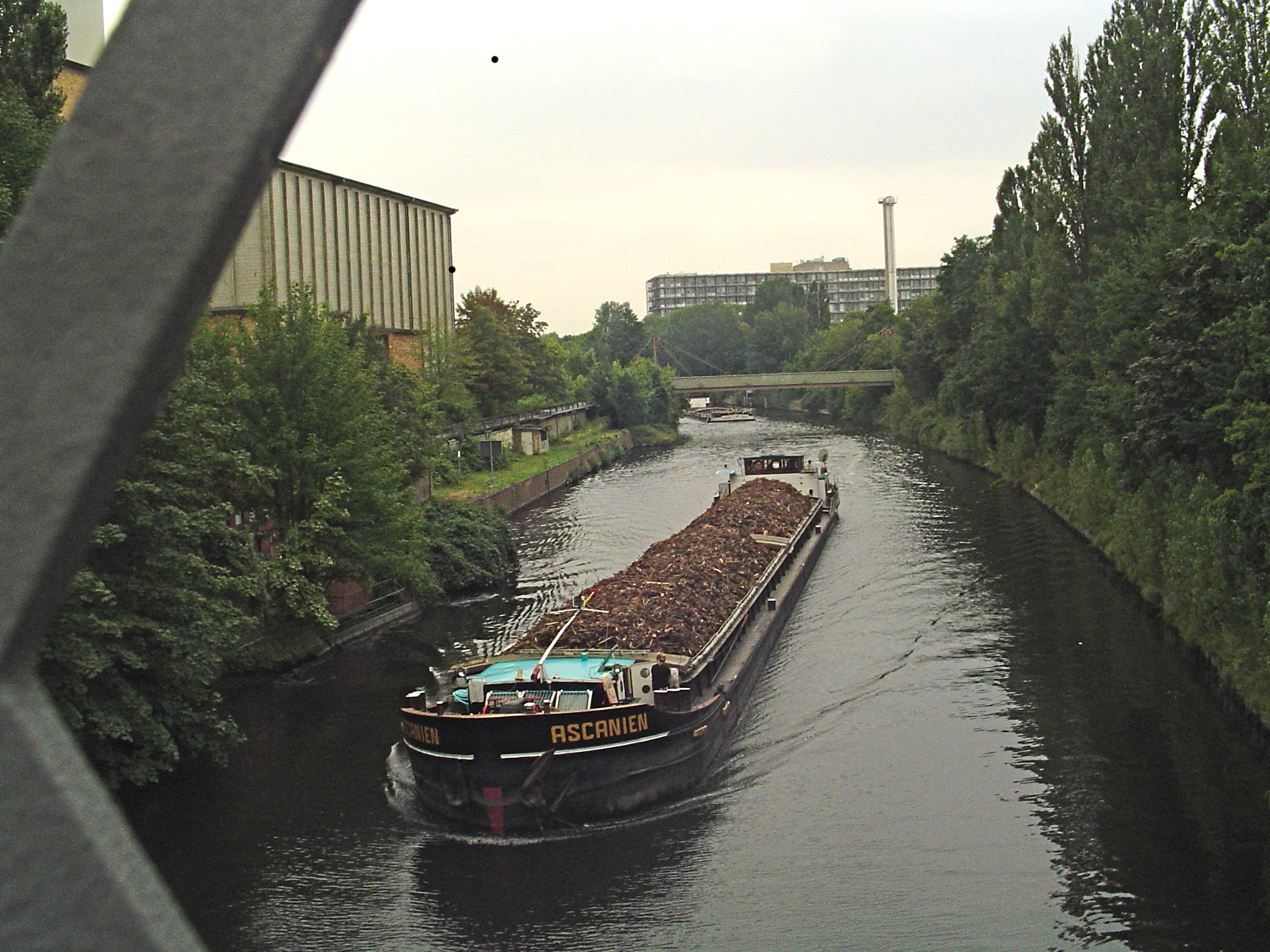
Der Kanal an der Birkbuschstraße in Berlin-Lichterfelde
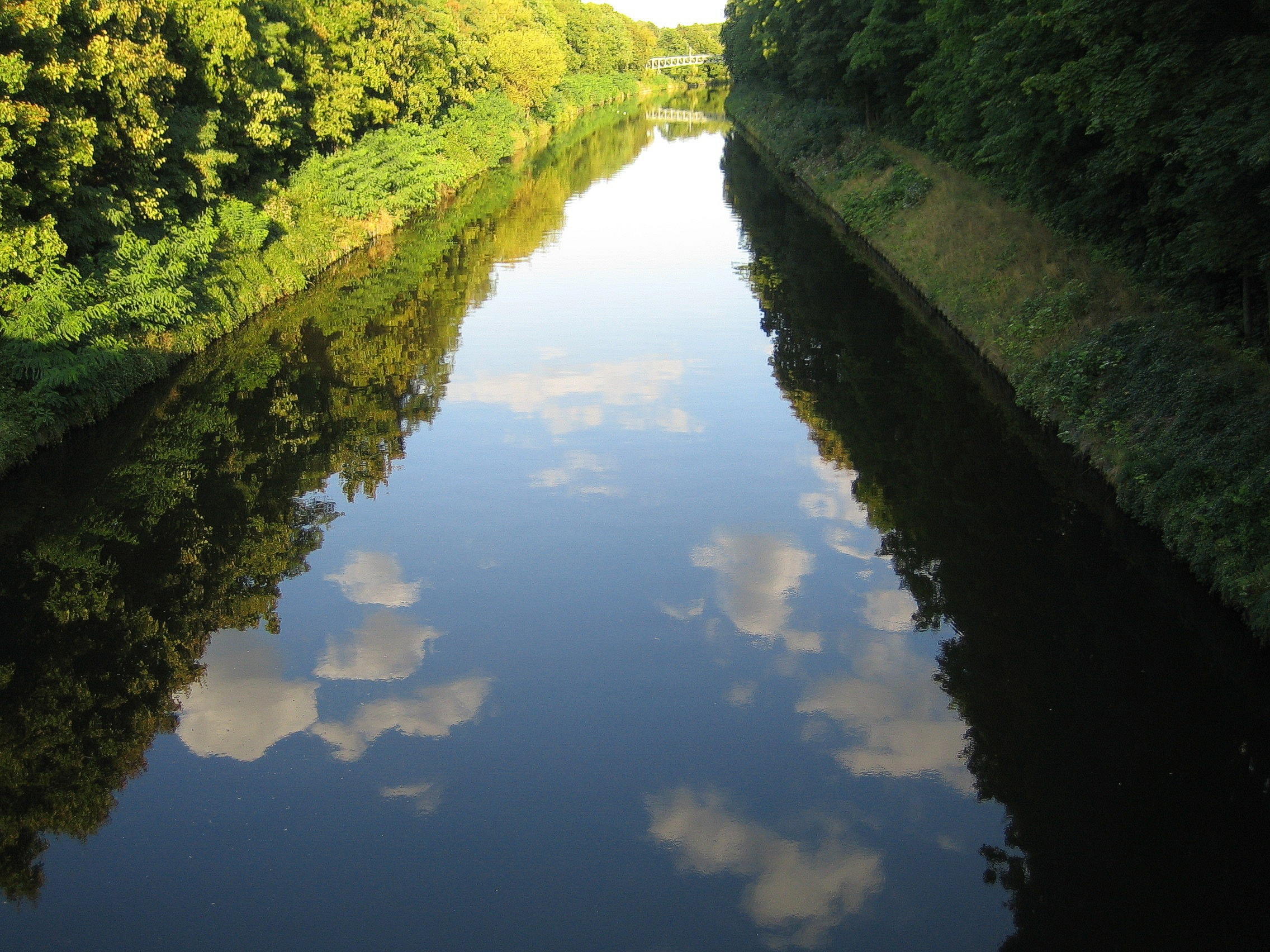
Der Kanal in Berlin-Lankwitz, Nähe Leonorenstraße
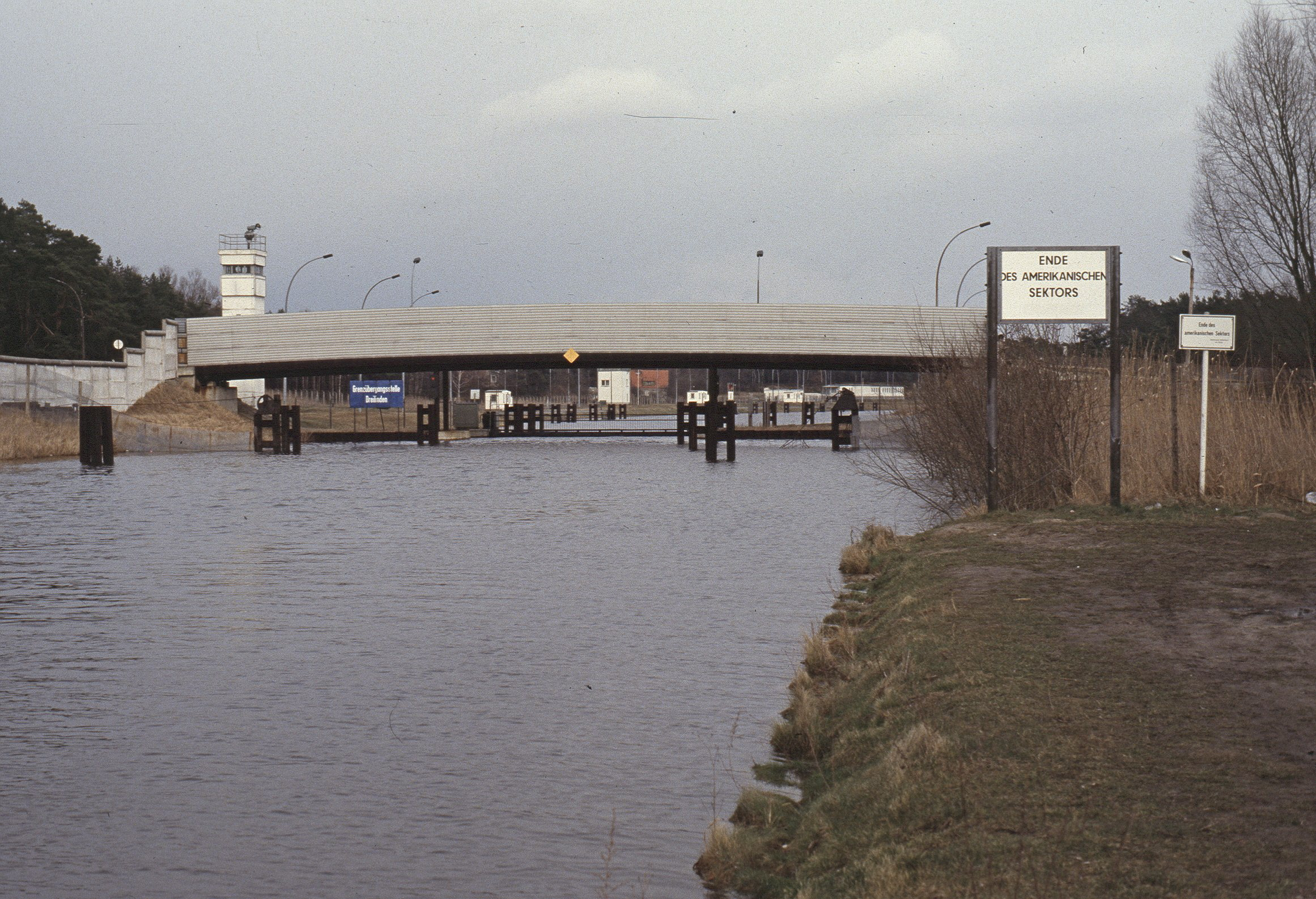
Grenzanlagen bei Albrechts Teerofen, 1988
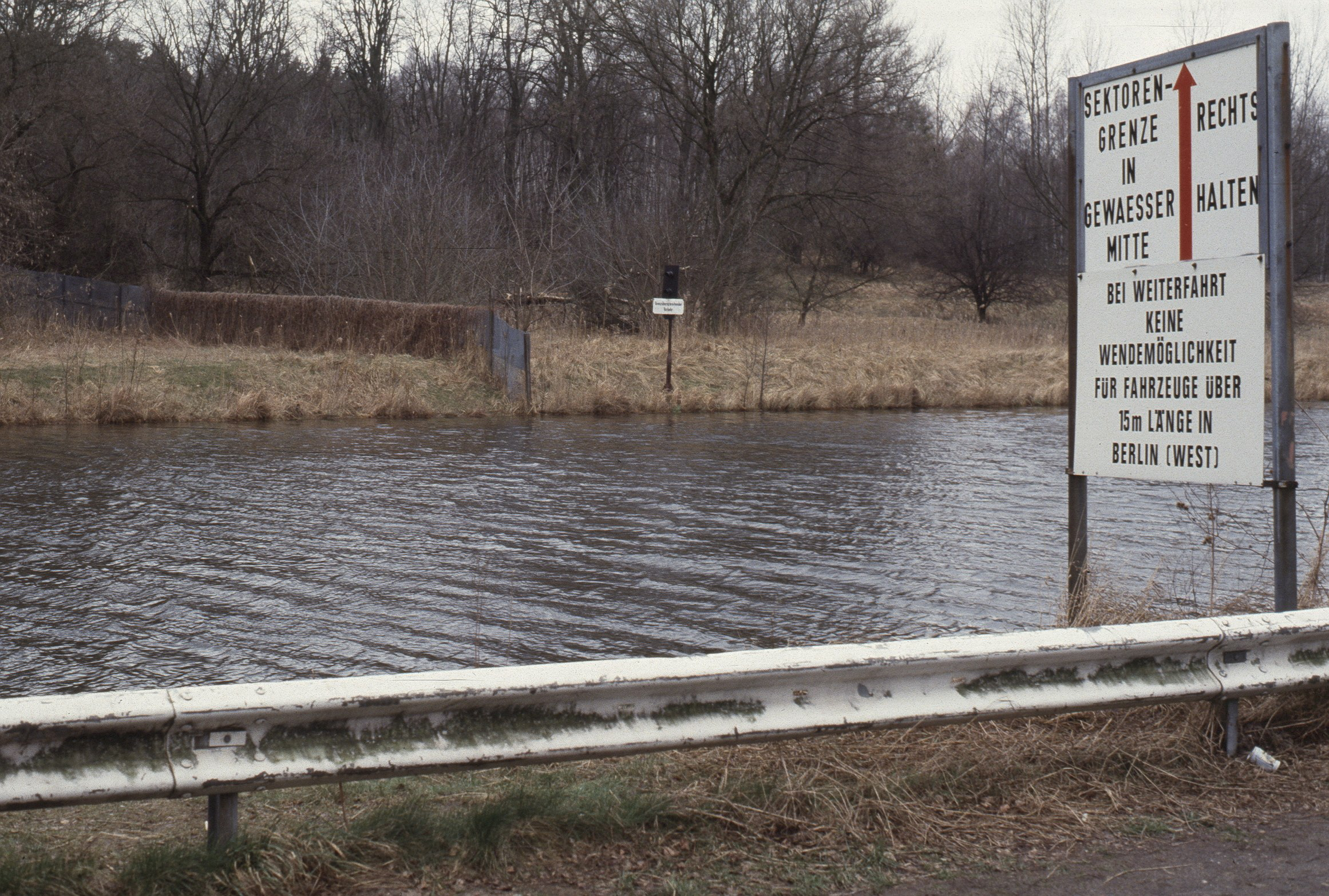
Warnschild für West-Berliner Sportbootfahrer in Kohlhasenbrück, 1988

## Energetische Nutzung
Laut einer 2021 erstellten Auftragsstudie des Fraunhofer-Instituts für Energiewirtschaft und Energiesystemtechnik (IEE) zur Nutzung erneuerbarer Energien in der Fernwärme könnten im Teltowkanal 50 Megawatt thermische Leistung durch Flusswasser-Wärmepumpen erschlossen werden. Dies entspräche einem jährlichen Wärmeertrag von knapp 170.000 Megawattstunden (MWh) bei 73.000 MWh Strombedarf.

## Filme
- Geheimnisvolle Orte. Der Teltowkanal. Deutschland 2014. Gezeigt im rbb am 17. März 2015, 20:15–21 Uhr. (Bau, Treideln mit Elektrolokomotiven, Sperrung der Durchfahrt in der DDR-Zeit, Wiedereröffnung.)[10]